# Mi vida… my life
Wisin & Yandel negyedik stúdióalbuma a Mi vida... my life ('Az életem') címmel jelent meg 2003. október 21-én. Az album 56. helyen debütált a Billboard Top Latin Albums listáján.

## Számlista
| #   | Cím                                     | Hossz |
| --- | --------------------------------------- | ----- |
| 1.  | Intro                                   | 1:12  |
| 2.  | Guáyale el mahón                        | 2:29  |
| 3.  | Está noche hay pelea                    | 2:51  |
| 4.  | Tú sabes                                | 2:39  |
| 5.  | Dem bow                                 | 3:00  |
| 6.  | No fear                                 | 2:40  |
| 7.  | Girla                                   | 3:11  |
| 8.  | Con mi reggae muero                     | 3:38  |
| 9.  | Boricua NY1                             | 2:24  |
| 10. | La sata                                 | 3:27  |
| 11. | La misión                               | 2:41  |
| 12. | Pégate                                  | 2:50  |
| 13. | Reggae rockeao                          | 1:35  |
| 14. | Dile                                    | 3:36  |
| 15. | Quiero verte bailar                     | 2:37  |
| 16. | Ola                                     | 2:42  |
| 17. | Algo pasó                               | 2:20  |
| 18. | La rockera                              | 2:39  |
| 19. | En busca de ti                          | 2:50  |
| 20. | Compláceme                              | 3:11  |
| 21. | La misión 2                             | 2:52  |
| 22. | No sé                                   | 2:27  |
| 23. | Pena                                    | 3:28  |
| 24. | Piden perreo (featuring: Alexis & Fido) | 3:24  |
| 25. | La vaquera                              | 3:05  |